# Startin'/Born to Be...
Singles de Ayumi Hamasaki
Bold & Delicious/Pride
(2005) Blue Bird
(2006)
Startin' / Born To Be est le 39e single original de Ayumi Hamasaki sorti sous le label Avex Trax, en excluant ré-éditions, remixes, et son tout premier single.

## Présentation
Le single sort le 8 mars 2006 au Japon sous le label Avex Trax, produit par Max Matsuura. Il ne sort que trois mois après le précédent single de la chanteuse, Bold & Delicious/Pride. Il atteint la 1re place du classement de l'Oricon ; ce 14e single N°1 consécutif et 26e au total fait alors de Hamasaki la chanteuse japonaise ayant eu le plus de singles classés N°1, battant le record de Seiko Matsuda. Il se vend à 116 034 exemplaires la première semaine, et reste classé pendant seize semaines, pour un total de 188 551 exemplaires vendus durant cette période. C'est le huitième single de la chanteuse à sortir aussi en version "CD+DVD", avec une pochette différente et un DVD supplémentaire contenant les clips vidéo des deux chansons inédites du disque.
C'est le troisième single "double face A" officiel de la chanteuse, contenant deux chansons inédites et leurs versions instrumentales, plus leurs clips vidéo sur la version avec DVD ; cependant, ses derniers singles contenaient eux aussi deux chansons avec chacune sa version instrumentale et son clip vidéo, ce qui en faisait des singles "double face A" officieux. Le single contient en plus une version acoustique de la chanson Teens, une reprise d'un titre du groupe TRF sortie en single en 1995 et composée par Tetsuya Komuro.
Les deux chansons inédites ont servi de thèmes musicaux : Startin pour le jeu vidéo Onimusha: Dawn of Dreams, et Born to Be... pour la diffusion télévisée japonaise des Jeux Olympiques d'Hiver de Turin. Elles figureront sur l'album Secret qui sortira neuf mois plus tard. Le titre Startin figurera aussi sur la compilation A Complete: All Singles de 2008, et sera remixé sur les albums Ayu-mi-x 6 Gold de la même année et Ayu-mi-x 7 presents ayu-ro mix 4 de 2011.

## Liste des titres
Toutes les paroles sont écrites par Ayumi Hamasaki, toute la musique est composée par Kazuhiro Hara et arrangée par CMJK, sauf N°3.
| 1. | Startin' "Original Mix"                      | 4:19 |
| 2. | Born to Be... "Original Mix" (Born To Be...) | 4:52 |
| 3. | Teens "Acoustic Version" (teens...)          | 5:46 |
| 4. | Startin' "Original Mix" (Instrumental)       | 4:18 |
| 5. | Born to Be... "Original Mix" (Instrumental)  | 4:50 |

| 1. | Startin (vidéo clip)       |  |
| 2. | Born to Be... (vidéo clip) |  |